# لطاویه
لطاویه (به فرانسوی: Laâttaouia) یک منطقهٔ مسکونی در مراکش است که در استان قلعه سراغنه واقع شده‌است. لطاویه ۳۰٬۳۱۵ نفر جمعیت دارد و ۶۲۶ متر بالاتر از سطح دریا واقع شده‌است.